# 小行星列表/114501-114600
| 名稱         | 臨時編號  | 發現日期      | 發現地點   | 發現者                         |
| ------------ | --------- | ------------- | ---------- | ------------------------------ |
| 小行星114501 | 2003 AP72 | 2003年1月11日 | 索科罗     | 林肯近地小行星研究小组         |
| 小行星114502 | 2003 AD76 | 2003年1月10日 | 索科罗     | 林肯近地小行星研究小组         |
| 小行星114503 | 2003 AG77 | 2003年1月10日 | 索科罗     | 林肯近地小行星研究小组         |
| 小行星114504 | 2003 AR77 | 2003年1月10日 | 索科罗     | 林肯近地小行星研究小组         |
| 小行星114505 | 2003 AO78 | 2003年1月10日 | 基特峰     | 太空监视                       |
| 小行星114506 | 2003 AU79 | 2003年1月11日 | 索科罗     | 林肯近地小行星研究小组         |
| 小行星114507 | 2003 AX80 | 2003年1月12日 | 索科罗     | 林肯近地小行星研究小组         |
| 小行星114508 | 2003 AS82 | 2003年1月11日 | 基特峰     | 太空监视                       |
| 小行星114509 | 2003 AZ85 | 2003年1月7日  | 索科罗     | 林肯近地小行星研究小组         |
| 小行星114510 | 2003 AW86 | 2003年1月1日  | 索科罗     | 林肯近地小行星研究小组         |
| 小行星114511 | 2003 AU88 | 2003年1月2日  | 索科罗     | 林肯近地小行星研究小组         |
| 小行星114512 | 2003 AX89 | 2003年1月4日  | 索科罗     | 林肯近地小行星研究小组         |
| 小行星114513 | 2003 BQ1  | 2003年1月26日 | 帕洛马山   | 近地小行星追踪                 |
| 小行星114514 | 2003 BX5  | 2003年1月26日 | 海勒卡拉   | 近地小行星追踪                 |
| 小行星114515 | 2003 BA7  | 2003年1月25日 | 可可尼诺县 | 洛厄尔天文台近地小行星搜寻计划 |
| 小行星114516 | 2003 BZ7  | 2003年1月26日 | 帕洛马山   | 近地小行星追踪                 |
| 小行星114517 | 2003 BF10 | 2003年1月26日 | 帕洛马山   | 近地小行星追踪                 |
| 小行星114518 | 2003 BQ10 | 2003年1月26日 | 可可尼诺县 | 洛厄尔天文台近地小行星搜寻计划 |
| 小行星114519 | 2003 BZ10 | 2003年1月26日 | 可可尼诺县 | 洛厄尔天文台近地小行星搜寻计划 |
| 小行星114520 | 2003 BK11 | 2003年1月26日 | 可可尼诺县 | 洛厄尔天文台近地小行星搜寻计划 |
| 小行星114521 | 2003 BP11 | 2003年1月26日 | 可可尼诺县 | 洛厄尔天文台近地小行星搜寻计划 |
| 小行星114522 | 2003 BD12 | 2003年1月26日 | 可可尼诺县 | 洛厄尔天文台近地小行星搜寻计划 |
| 小行星114523 | 2003 BJ12 | 2003年1月26日 | 可可尼诺县 | 洛厄尔天文台近地小行星搜寻计划 |
| 小行星114524 | 2003 BT12 | 2003年1月26日 | 帕洛马山   | 近地小行星追踪                 |
| 小行星114525 | 2003 BM13 | 2003年1月26日 | 海勒卡拉   | 近地小行星追踪                 |
| 小行星114526 | 2003 BO15 | 2003年1月26日 | 可可尼诺县 | 洛厄尔天文台近地小行星搜寻计划 |
| 小行星114527 | 2003 BF16 | 2003年1月26日 | 海勒卡拉   | 近地小行星追踪                 |
| 小行星114528 | 2003 BO16 | 2003年1月26日 | 海勒卡拉   | 近地小行星追踪                 |
| 小行星114529 | 2003 BT16 | 2003年1月26日 | 海勒卡拉   | 近地小行星追踪                 |
| 小行星114530 | 2003 BV16 | 2003年1月26日 | 海勒卡拉   | 近地小行星追踪                 |
| 小行星114531 | 2003 BU17 | 2003年1月27日 | 索科罗     | 林肯近地小行星研究小组         |
| 小行星114532 | 2003 BY17 | 2003年1月27日 | 索科罗     | 林肯近地小行星研究小组         |
| 小行星114533 | 2003 BY18 | 2003年1月27日 | 索科罗     | 林肯近地小行星研究小组         |
| 小行星114534 | 2003 BT19 | 2003年1月26日 | 可可尼诺县 | 洛厄尔天文台近地小行星搜寻计划 |
| 小行星114535 | 2003 BU19 | 2003年1月26日 | 可可尼诺县 | 洛厄尔天文台近地小行星搜寻计划 |
| 小行星114536 | 2003 BM20 | 2003年1月27日 | 索科罗     | 林肯近地小行星研究小组         |
| 小行星114537 | 2003 BO20 | 2003年1月27日 | 可可尼诺县 | 洛厄尔天文台近地小行星搜寻计划 |
| 小行星114538 | 2003 BA22 | 2003年1月27日 | 索科罗     | 林肯近地小行星研究小组         |
| 小行星114539 | 2003 BB22 | 2003年1月24日 | 帕洛马山   | 近地小行星追踪                 |
| 小行星114540 | 2003 BF24 | 2003年1月25日 | 帕洛马山   | 近地小行星追踪                 |
| 小行星114541 | 2003 BP25 | 2003年1月26日 | 帕洛马山   | 近地小行星追踪                 |
| 小行星114542 | 2003 BL26 | 2003年1月26日 | 帕洛马山   | 近地小行星追踪                 |
| 小行星114543 | 2003 BZ26 | 2003年1月26日 | 可可尼诺县 | 洛厄尔天文台近地小行星搜寻计划 |
| 小行星114544 | 2003 BN28 | 2003年1月26日 | 海勒卡拉   | 近地小行星追踪                 |
| 小行星114545 | 2003 BS29 | 2003年1月27日 | 索科罗     | 林肯近地小行星研究小组         |
| 小行星114546 | 2003 BY29 | 2003年1月27日 | 索科罗     | 林肯近地小行星研究小组         |
| 小行星114547 | 2003 BE31 | 2003年1月27日 | 索科罗     | 林肯近地小行星研究小组         |
| 小行星114548 | 2003 BO31 | 2003年1月27日 | 索科罗     | 林肯近地小行星研究小组         |
| 小行星114549 | 2003 BU32 | 2003年1月27日 | 帕洛马山   | 近地小行星追踪                 |
| 小行星114550 | 2003 BQ33 | 2003年1月27日 | 海勒卡拉   | 近地小行星追踪                 |
| 小行星114551 | 2003 BO34 | 2003年1月26日 | 海勒卡拉   | 近地小行星追踪                 |
| 小行星114552 | 2003 BF38 | 2003年1月27日 | 可可尼诺县 | 洛厄尔天文台近地小行星搜寻计划 |
| 小行星114553 | 2003 BH42 | 2003年1月27日 | 海勒卡拉   | 近地小行星追踪                 |
| 小行星114554 | 2003 BK42 | 2003年1月28日 | 索科罗     | 林肯近地小行星研究小组         |
| 小行星114555 | 2003 BN44 | 2003年1月27日 | 索科罗     | 林肯近地小行星研究小组         |
| 小行星114556 | 2003 BR50 | 2003年1月27日 | 索科罗     | 林肯近地小行星研究小组         |
| 小行星114557 | 2003 BL51 | 2003年1月27日 | 索科罗     | 林肯近地小行星研究小组         |
| 小行星114558 | 2003 BX51 | 2003年1月27日 | 索科罗     | 林肯近地小行星研究小组         |
| 小行星114559 | 2003 BD52 | 2003年1月27日 | 索科罗     | 林肯近地小行星研究小组         |
| 小行星114560 | 2003 BL52 | 2003年1月27日 | 索科罗     | 林肯近地小行星研究小组         |
| 小行星114561 | 2003 BP52 | 2003年1月27日 | 索科罗     | 林肯近地小行星研究小组         |
| 小行星114562 | 2003 BR53 | 2003年1月27日 | 可可尼诺县 | 洛厄尔天文台近地小行星搜寻计划 |
| 小行星114563 | 2003 BM55 | 2003年1月27日 | 帕洛马山   | 近地小行星追踪                 |
| 小行星114564 | 2003 BR55 | 2003年1月28日 | 索科罗     | 林肯近地小行星研究小组         |
| 小行星114565 | 2003 BN60 | 2003年1月27日 | 帕洛马山   | 近地小行星追踪                 |
| 小行星114566 | 2003 BW62 | 2003年1月28日 | 帕洛马山   | 近地小行星追踪                 |
| 小行星114567 | 2003 BB63 | 2003年1月28日 | 索科罗     | 林肯近地小行星研究小组         |
| 小行星114568 | 2003 BC63 | 2003年1月28日 | 索科罗     | 林肯近地小行星研究小组         |
| 小行星114569 | 2003 BW63 | 2003年1月28日 | 索科罗     | 林肯近地小行星研究小组         |
| 小行星114570 | 2003 BB64 | 2003年1月28日 | 海勒卡拉   | 近地小行星追踪                 |
| 小行星114571 | 2003 BN65 | 2003年1月30日 | 可可尼诺县 | 洛厄尔天文台近地小行星搜寻计划 |
| 小行星114572 | 2003 BC68 | 2003年1月27日 | 帕洛马山   | 近地小行星追踪                 |
| 小行星114573 | 2003 BJ68 | 2003年1月28日 | 帕洛马山   | 近地小行星追踪                 |
| 小行星114574 | 2003 BL68 | 2003年1月28日 | 索科罗     | 林肯近地小行星研究小组         |
| 小行星114575 | 2003 BH71 | 2003年1月31日 | 索科罗     | 林肯近地小行星研究小组         |
| 小行星114576 | 2003 BG73 | 2003年1月28日 | 海勒卡拉   | 近地小行星追踪                 |
| 小行星114577 | 2003 BR73 | 2003年1月29日 | 帕洛马山   | 近地小行星追踪                 |
| 小行星114578 | 2003 BW73 | 2003年1月29日 | 帕洛马山   | 近地小行星追踪                 |
| 小行星114579 | 2003 BX75 | 2003年1月29日 | 帕洛马山   | 近地小行星追踪                 |
| 小行星114580 | 2003 BP77 | 2003年1月30日 | 可可尼诺县 | 洛厄尔天文台近地小行星搜寻计划 |
| 小行星114581 | 2003 BX77 | 2003年1月30日 | 可可尼诺县 | 洛厄尔天文台近地小行星搜寻计划 |
| 小行星114582 | 2003 BR78 | 2003年1月31日 | 索科罗     | 林肯近地小行星研究小组         |
| 小行星114583 | 2003 BD80 | 2003年1月31日 | 索科罗     | 林肯近地小行星研究小组         |
| 小行星114584 | 2003 BF80 | 2003年1月31日 | 可可尼诺县 | 洛厄尔天文台近地小行星搜寻计划 |
| 小行星114585 | 2003 BL80 | 2003年1月31日 | 可可尼诺县 | 洛厄尔天文台近地小行星搜寻计划 |
| 小行星114586 | 2003 BZ80 | 2003年1月30日 | 可可尼诺县 | 洛厄尔天文台近地小行星搜寻计划 |
| 小行星114587 | 2003 BQ82 | 2003年1月31日 | 索科罗     | 林肯近地小行星研究小组         |
| 小行星114588 | 2003 BB84 | 2003年1月31日 | 索科罗     | 林肯近地小行星研究小组         |
| 小行星114589 | 2003 BE84 | 2003年1月31日 | 索科罗     | 林肯近地小行星研究小组         |
| 小行星114590 | 2003 BB86 | 2003年1月23日 | 基特峰     | 太空监视                       |
| 小行星114591 | 2003 CS1  | 2003年2月1日  | 索科罗     | 林肯近地小行星研究小组         |
| 小行星114592 | 2003 CU2  | 2003年2月2日  | 索科罗     | 林肯近地小行星研究小组         |
| 小行星114593 | 2003 CG3  | 2003年2月2日  | 索科罗     | 林肯近地小行星研究小组         |
| 小行星114594 | 2003 CF4  | 2003年2月1日  | 索科罗     | 林肯近地小行星研究小组         |
| 小行星114595 | 2003 CO6  | 2003年2月1日  | 索科罗     | 林肯近地小行星研究小组         |
| 小行星114596 | 2003 CY6  | 2003年2月1日  | 索科罗     | 林肯近地小行星研究小组         |
| 小行星114597 | 2003 CF7  | 2003年2月1日  | 索科罗     | 林肯近地小行星研究小组         |
| 小行星114598 | 2003 CN8  | 2003年2月1日  | 海勒卡拉   | 近地小行星追踪                 |
| 小行星114599 | 2003 CG9  | 2003年2月2日  | 可可尼诺县 | 洛厄尔天文台近地小行星搜寻计划 |
| 小行星114600 | 2003 CG10 | 2003年2月2日  | 索科罗     | 林肯近地小行星研究小组         |